# Mistrovství světa ve fotbale klubů 2011
Mistrovství světa ve fotbale klubů 2011 se hrálo od 8. do 18. prosince 2011 v Japonsku. Šlo o 8. ročník tohoto turnaje. Vítězem se stal tým FC Barcelona.

## Kvalifikované týmy
| Tým                          | Konfederace | Způsob kvalifikace                 |
| ---------------------------- | ----------- | ---------------------------------- |
| Kvalifikováni do semifinále  |             |                                    |
| FC Barcelona                 | UEFA        | Vítěz Ligy mistrů UEFA 2010/11     |
| Santos FC                    | CONMEBOL    | Vítěz Copa Libertadores 2011       |
| Kvalifikováni do čtvrtfinále |             |                                    |
| CF Monterrey                 | CONCACAF    | Vítěz Ligy mistrů CONCACAF 2010/11 |
| Al-Sadd SC                   | AFC         | Vítěz Ligy mistrů AFC 2011         |
| ES Tunis                     | CAF         | Vítěz Ligy mistrů CAF 2011         |
| Kvalifikováni do osmifinále  |             |                                    |
| Auckland City FC             | OFC         | Vítěz Ligy mistrů OFC 2010/11      |
| Kašiwa Reysol                | Hostitel    | Vítěz Japonské ligy 2011           |

## Zápasy
Všechny časy jsou v UTC+9.

### Osmifinále
| 8. prosince 2011 19:45 |        |               |                                       |
| Kašiwa Reysol          | 2:0    | Auckland City | Toyota Stadium, Tojota diváci: 18 754 |
| Tanaka 37' Kudo 40'    | Report |               | Toyota Stadium, Tojota diváci: 18 754 |

### Čtvrtfinále
| 11. prosince 2011 16:00 |        |                      |                                       |
| ES Tunis                | 1:2    | Al-Sadd SC           | Toyota Stadium, Tojota diváci: 21 251 |
| Darragi 60'             | Report | Ibrahim 33' Koni 49' | Toyota Stadium, Tojota diváci: 21 251 |

| 11. prosince 2011 19:30 |              |              |                                       |
| Kašiwa Reysol           | 1:1 (prodl.) | CF Monterrey | Toyota Stadium, Tojota diváci: 27 525 |
| Leandro Domingues 53'   | Report       | Suazo 58'    | Toyota Stadium, Tojota diváci: 27 525 |

|                                                        |     | Penaltový rozstřel               |  |
| Leandro Domingues Jorge Wagner Kurisawa Tanaka Hayashi | 4:3 | Lucho Suazo Ayoví Orozco Delgado |  |

### O 5. místo
| 14. prosince 2011 16:30           |        |                                |                                       |
| CF Monterrey                      | 3:2    | ES Tunis                       | Toyota Stadium, Tojota diváci: 13 639 |
| Mier 39' de Nigris 44' Zavala 47' | Report | N'Djeng 31' Mouelhi 76' (pen.) | Toyota Stadium, Tojota diváci: 13 639 |

### Semifinále
| 14. prosince 2011 19:30 |        |                                  |                                       |
| Kašiwa Reysol           | 1:3    | Santos FC                        | Toyota Stadium, Tojota diváci: 29 173 |
| Sakai 54'               | Report | Neymar 19' Borges 24' Danilo 63' | Toyota Stadium, Tojota diváci: 29 173 |

| 15. prosince 2011 19:30 |        |                                        |                                         |
| Al-Sadd SC              | 0:4    | Barcelona                              | Nissan Stadium, Jokohama diváci: 66 298 |
|                         | Report | Adriano 25', 43' Keita 64' Maxwell 81' | Nissan Stadium, Jokohama diváci: 66 298 |

### O 3. místo
| 18. prosince 2011 16:30 |              |            |                                                                                   |
| Kašiwa Reysol           | 0:0 (prodl.) | Al-Sadd SC | Nissan Stadium, Jokohama diváci: 60 527 rozhodčí: Noumandiez Doue (Côte d'Ivoire) |
|                         | Report       |            | Nissan Stadium, Jokohama diváci: 60 527 rozhodčí: Noumandiez Doue (Côte d'Ivoire) |

|                                 |     | Penaltový rozstřel                  |  |
| Jorge Wagner Sawa Hayashi Otani | 3:5 | Niang Keïta Majid Al Haidos Belhadj |  |

### Finále
| 18. prosince 2011 19:30 |        |                                                  |                                         |
| Santos FC               | 0:4    | Barcelona                                        | Nissan Stadium, Jokohama diváci: 68 166 |
|                         | Report | Lionel Messi 17', 82' Xavi 24' Cesc Fàbregas 45' | Nissan Stadium, Jokohama diváci: 68 166 |

## Vítěz
| Mistrovství světa ve fotbale klubů 2011 FC Barcelona Druhý titul Víctor Valdés, Carles Puyol , Gerard Piqué, Éric Abidal, Sergio Busquets, Xavi, Andrés Iniesta, Cesc Fàbregas, Dani Alves, Thiago Alcântara, Lionel Messi, Javier Mascherano, Pedro, Andreu Fontàs Trenér: Pep Guardiola |

## Konečné pořadí
| Poř. | Tým           | Konfederace | Z | V | R | P | VG | IG | +/- |
| ---- | ------------- | ----------- | - | - | - | - | -- | -- | --- |
| 1.   | Barcelona     | UEFA        | 2 | 2 | 0 | 0 | 8  | 0  | +8  |
| 2.   | Santos        | CONMEBOL    | 2 | 1 | 0 | 1 | 3  | 5  | -2  |
| 3.   | Al-Sadd SC    | AFC         | 3 | 1 | 1 | 1 | 2  | 5  | -3  |
| 4.   | Kašiwa Reysol | AFC         | 4 | 1 | 2 | 1 | 4  | 4  | 0   |
| 5.   | CF Monterrey  | CONCACAF    | 2 | 1 | 1 | 0 | 4  | 3  | +1  |
| 6.   | ES Tunis      | CAF         | 2 | 0 | 0 | 2 | 3  | 5  | -2  |
| 7.   | Auckland City | OFC         | 1 | 0 | 0 | 1 | 0  | 2  | -2  |